# 25 cm schwerer Minenwerfer
25 cm schwerer Minenwerfer, сокращённо 25 cm sMW («25-сантиметровый тяжёлый миномёт») — немецкая мортира-миномёт времён Первой мировой войны.

## Описание
Миномёты как класс оружия появились в ходе русско-японской войны, как эффективное средство для разрушения укреплений противника и действовали лучше, чем обычная артиллерия из-за навесной траектории. 25-сантиметровый (250-мм) миномёт был разработан фирмой Рейнметалл (нем. Rheinmetall) и мог стрелять минами массой 50 или 97 кг, которые обладали большей массой взрывчатого вещества по сравнению со стандартными артиллерийскими снарядами. Низкая начальная скорость полёта позволяла использовать более мощную взрывчатку, хотя при испытании миномётов нередкими были разрывы стволов и следовавшие за ними несчастные случаи.
При изготовлении нового образца, известного как neuer Art, внешний вид этого миномёта был изменён: с лафета убрали колёса, а перед стволом установили щит, который защищал экипаж от осколков и пуль. Несмотря на небольшой радиус обстрела, миномёт обладал мощной разрушительной силой и по этому показателю мало уступал легендарной мортире «Большая Берта» калибром 420-мм.